# Temporada 2021 del NASCAR PEAK México Series
La temporada 2021 de la NASCAR PEAK México Series fue la decimocuarta edición de dicho campeonato. Comenzó el 23 de mayo en Berriozábal y finalizó el 5 de diciembre en Puebla.
El mexicano Salvador de Alba Jr. fue el ganador del Campeonato de Pilotos.

## Calendario
El calendario consistió de las siguientes 12 rondas:
| Ronda | Circuito                                      | Fecha            |
| ----- | --------------------------------------------- | ---------------- |
| 1     | Súper Óvalo Chiapas, Chiapas                  | 23 de mayo       |
| 2     | Autódromo de Querétaro, El Marqués            | 20 de junio      |
| 3     | Autódromo Miguel E. Abed, Amozoc              | 11 de julio      |
| 4     | Óvalo Aguascalientes México, Aguascalientes   | 1 de agosto      |
| 5     | Super Óvalo Potosino, San Luis Potosí         | 22 de agosto     |
| 6     | Autódromo de Querétaro, El Marqués            | 5 de septiembre  |
| 7     | Autódromo Monterrey, Nuevo León               | 26 de septiembre |
| 8     | Óvalo Aguascalientes México, Aguascalientes   | 10 de octubre    |
| 9     | Super Óvalo Potosino, San Luis Potosí         | 24 de octubre    |
| 10    | Trióvalo Internacional de Cajititlán, Jalisco | 14 de noviembre  |
| 11    | Autódromo Miguel E. Abed, Amozoc              | 4 diciembre      |
| 12    | Autódromo Miguel E. Abed, Amozoc              | 5 de diciembre   |

## Resultados
| Ronda | Carrera                                       | Ganador              |
| ----- | --------------------------------------------- | -------------------- |
| 1     | Súper Óvalo Chiapas, Chiapas                  | Salvador de Alba Jr. |
| 2     | Autódromo de Querétaro, El Marqués            | Rubén Rovelo         |
| 3     | Autódromo Miguel E. Abed, Amozoc              | Salvador de Alba Jr. |
| 4     | Óvalo Aguascalientes México, Aguascalientes   | Rubén García Jr.     |
| 5     | Super Óvalo Potosino, San Luis Potosí         | Abraham Calderón     |
| 6     | Autódromo de Querétaro, El Marqués            | Salvador de Alba Jr. |
| 7     | Autódromo Monterrey, Nuevo León               | Rubén Rovelo         |
| 8     | Óvalo Aguascalientes México, Aguascalientes   | Rubén García Jr.     |
| 9     | Super Óvalo Potosino, San Luis Potosí         | Rubén Rovelo         |
| 10    | Trióvalo Internacional de Cajititlán, Jalisco | Abraham Calderón     |
| 11    | Autódromo Miguel E. Abed, Amozoc              | Salvador de Alba Jr. |
| 12    | Autódromo Miguel E. Abed, Amozoc              | José Luis Ramírez    |

## Campeonato de Pilotos
El campeonato de pilotos quedó así:
1. Salvador de Alba Jr. – 483
2. Rubén García Jr. – 477
3. Abraham Calderón – 428
4. Max Gutiérrez – 405
5. Rubén Rovelo – 379
6. Rogelio López – 338
7. Omar Jurado – 328
8. Jake Cosío – 318
9. Rubén Pardo – 316
10. Germán Quiroga – 313
11. Jorge Goeters – 312
12. Santiago Tovar – 298
13. Manuel Gutiérrez – 292
14. José Luis Ramírez – 291
15. Xavi Razo – 236
16. Juan Manuel González – 141
17. Michel Jourdain Jr. – 56
18. Hugo Oliveras – 52
19. Enrique Baca – 51